# 入善洋上風力発電所
入善洋上風力発電所（にゅうぜんようじょうふうりょくはつでんしょ）は、富山県下新川郡入善町横山沖にあるウェンティ・ジャパンにより建設された海上風力発電所。日本初の民間資金による一般海域洋上風力発電事業として整備された。
事業はウェンティ・ジャパンとJFEエンジニアリング（東京）、北陸電力でつくる入善マリンウィンド合同会社が手掛ける。

## 概要
入善町沖の水深10 - 12mの沿岸から676m地点に2基、938m地点に1基設置された高さ152m、羽根の直径133m、出力3,000kW級の風車3基からなる。総事業費は約60億円。
2023年3月に海上工事がスタートし、同年4月3日から入善町横山の沖合にて世界最大級の自航式SEP船による建設工事が開始され、同年6月4日に完了した。同年9月22日に営業運転を開始し、同年10月17日に完成を祝う式典が行われた。
入善町によると、同町沖での洋上風力発電事業に対し、住民や漁業者から反対は無かったという。漁への影響を懸念する声もあったが、風車の周辺が魚介類などが生息する藻場となり、漁獲量の上昇につながるとの期待が上回った。
海上に風車があるため、風車の回転音が波にかき消され、陸上ではほとんど聞こえないという。
2024年12月には、風車3基の愛称が、『new善風車』『入善小太郎』『入善丸』の3種類に決定し（いずれも入善町内の小学生からの募集により決定した）、同年12月21日に表彰式が行われた。
2025年以降、当発電所で清水建設が中心となって、全国に先駆けとなる洋上風力発電所を活用した藻場の造成事業が進められている。海藻を植えた袋を土台の周囲に配置することで、風車への海流の影響を抑える効果や潮の流れで土台の周りの海底が徐々に削られていく現象を防ぐことも可能としている。

## 出力
- 最大出力 - 7,495kW[注 2][4]

再生可能エネルギー固定価格買取制度を使って北陸電力送配電に売電し、収益とする。